# Funk This
| Értékelések   |           |
| Értékelő      | Értékelés |
| AllMusic      | [ 1 ]     |
| Rolling Stone | 3/5       |

A Funk This az amerikai énekesnő Chaka Khan 11. stúdióalbuma, melyet 2007. szeptember 25-én a Burgundy Records kiadó jelentette meg. 2007. október 13-án az album a Billboard 200-as listán a 15. helyezett volt, és az R&B / Hip-Hop albumlistán az 5. helyig sikerült jutnia. 2007. december 6-án az albumot a legjobb R&B album kategóriában jelölték a Grammy-díjkiosztó gálán, míg a "Disrespectful" című dal a legjobb R&B dal kategóriában lett jelölt. Mindként jelölést Khan megnyerte. A Nielsen SoundScan szerint 2008. februárjára az albumból 160.000 példány fogyott az Egyesült Államokban.
A dupla A oldalas "Disrespectful" című kislemez, mely egy duett Mary J. Blige-val, valamint az "Angel" című dalt először a rádióban mutatták be, majd az album megjelenése előtt digitálisan is elérhetővé tették az iTunes-ban. A "Disrespectful" sikere után megjelent a Michael McDonalddal közös duett, a "You Belong to Me", melyet szintén a rádióállomások kezdtek el játszani, és a Hot Contemporary Jazz Songs listán a 18. helyezett volt. A kortárs R&B ballada a "One for All Time" az 55. helyezett lett a Hot R&B / Hip-Hop slágerlistán.

## Számlista
| #   | Cím                                                     | Hossz |
| --- | ------------------------------------------------------- | ----- |
| 1.  | Back in the Day                                         | 4:30  |
| 2.  | Foolish Fool                                            | 3:47  |
| 3.  | One for All Time                                        | 4:45  |
| 4.  | Angel                                                   | 4:27  |
| 5.  | Will You Love Me?                                       | 4:59  |
| 6.  | Castles Made of Sand                                    | 4:01  |
| 7.  | Disrespectful (featuring Mary J. Blige)                 | 4:46  |
| 8.  | Sign 'O' the Times                                      | 5:24  |
| 9.  | Pack'd My Bags/You Got the Love (featuring Tony Maiden) | 5:55  |
| 10. | Ladies' Man                                             | 3:52  |
| 11. | You Belong to Me (featuring Michael McDonald)           | 3:59  |
| 12. | Hail to the Wrong                                       | 3:43  |
| 13. | Super Life                                              | 5:03  |

| 14. | Let Go | 3:30 |

| 14. | Angel (Mr. Mig Radio Remix) | 4:17 |

| 14. | Once You Get Started (featuring Tony Maiden) |  | 3:15 |
| 15. | Shining Star                                 |  | 4:04 |

## Kislemezek
- "Disrespectful" (featuring Mary J. Blige) (2007) – #1 U.S. Dance
- "Angel" (2007) – #29 U.S. R&B
- "You Belong to Me" (featuring Michael McDonald) (2007) – #18 U.S. Hot Contemporary Jazz Songs
- "One for All Time" (2008) – #35 U.S. R&B
- "Disrespectful" (featuring Mary J. Blige) (2009) – #1 U.K. Music Week Commercial Pop

## Slágerlista
| Slágerlisa (2007)                      | Legjobb helyezések |
| -------------------------------------- | ------------------ |
| USA Billboard 200                      | 15                 |
| USA Top R&B/Hip-Hop Albums (Billboard) | 5                  |